# OFC Sliven 2000
Maillots
Le Obschtinski Futbolen Klub Sliven 2000 (en bulgare : Общински футболен клуб “Сливен 2000”), plus couramment abrégé en OFC Sliven 2000, est un club bulgare de football fondé en 2000 et basé dans la ville de Sliven.

## Histoire
L'OFC Sliven est fondé le 29 février 2000 après la faillite à la  fin des années 1990 du PFC Sliven, club fondé en 1918.
C'est l'ancien joueur international bulgare de l'Olympique de Marseille, Yordan Letchkov, qui est à l'origine de sa fondation et qui en est l'actuel président.
Le club devient professionnel en 2005, en accédant à la B PFG.
Il accède à la A PFG en 2008 après un titre de champion de la B PFG.

## Palmarès
| Compétitions nationales                                                    |
| -------------------------------------------------------------------------- |
| - Championnat de Bulgarie de deuxième division (1) : - Champion : 2007-08. |

## Personnalités du club

### Présidents du club
- Yordan Letchkov

### Entraîneurs du club
- Dragoljub Simonović
- Dimcho Nenov